# Hans Hahne
Hans Hahne (30 de noviembre de 1894-MIA el 24 de junio de 1944) fue un oficial alemán en la Wehrmacht durante la II Guerra Mundial que comandó la 197.ª División de Infantería. Fue condecorado con la Cruz de Caballero de la Cruz de Hierro de la Alemania Nazi.
Hahne desapareció en combate el 26 de junio de 1944 en las cercanías de Vitebsk durante la ofensiva soviética de Vitebsk-Orsha de la Operación Bagration; fue promovido póstumamente al rango de Generalmajor.

## Condecoraciones
- Cruz de Caballero de la Cruz de Hierro el 10 de febrero de 1942 como Oberst y comandante del Infanterie-Regiment 507.[1]